# Altair Silva
Altair da Silva (Major Gercino, 23 de maio de 1966) é um político e empresário brasileiro. Filiado no PP, atualmente exerce o cargo de secretário de Agricultura
Nas eleições de 7 de outubro de 2018 foi eleito deputado estadual de Santa Catarina para a 19.ª legislatura, pelo Progressistas (PP). 

## Desempenho em eleições
| Ano  | Eleição                    | Coligação                   | Partido | Candidato a       | Votos           | Resultado  |
| ---- | -------------------------- | --------------------------- | ------- | ----------------- | --------------- | ---------- |
| 2006 | Estadual em Santa Catarina | Salve Santa Catarina        | PP      | Deputado estadual | 10.797 (0,35%)  | Suplente   |
| 2008 | Municipal de Chapecó       | Com a Força do Povo         | PP      | Vice-prefeito     | 30.497 (0,91%)  | Não eleito |
| 2010 | Estadual em Santa Catarina | PP/PT do B (PP / PTdoB)     | PP      | Deputado estadual | 27.334 (27,40%) | Suplente   |
| 2014 | Estadual em Santa Catarina | PP                          | PP      | Deputado estadual | 28.992 (0,88%)  | Suplente   |
| 2018 | Estadual em Santa Catarina | PSD/PP/PSC (PSD / PP / PSC) | PP      | Deputado estadual | 30.497 (0,91%)  | Eleito     |